# Julius Baum
Julius Baum (* 9. April 1882 in Wiesbaden; † 27. Oktober 1959 in Stuttgart) war ein deutscher Kunsthistoriker, Hochschullehrer und Museumsleiter.

## Leben

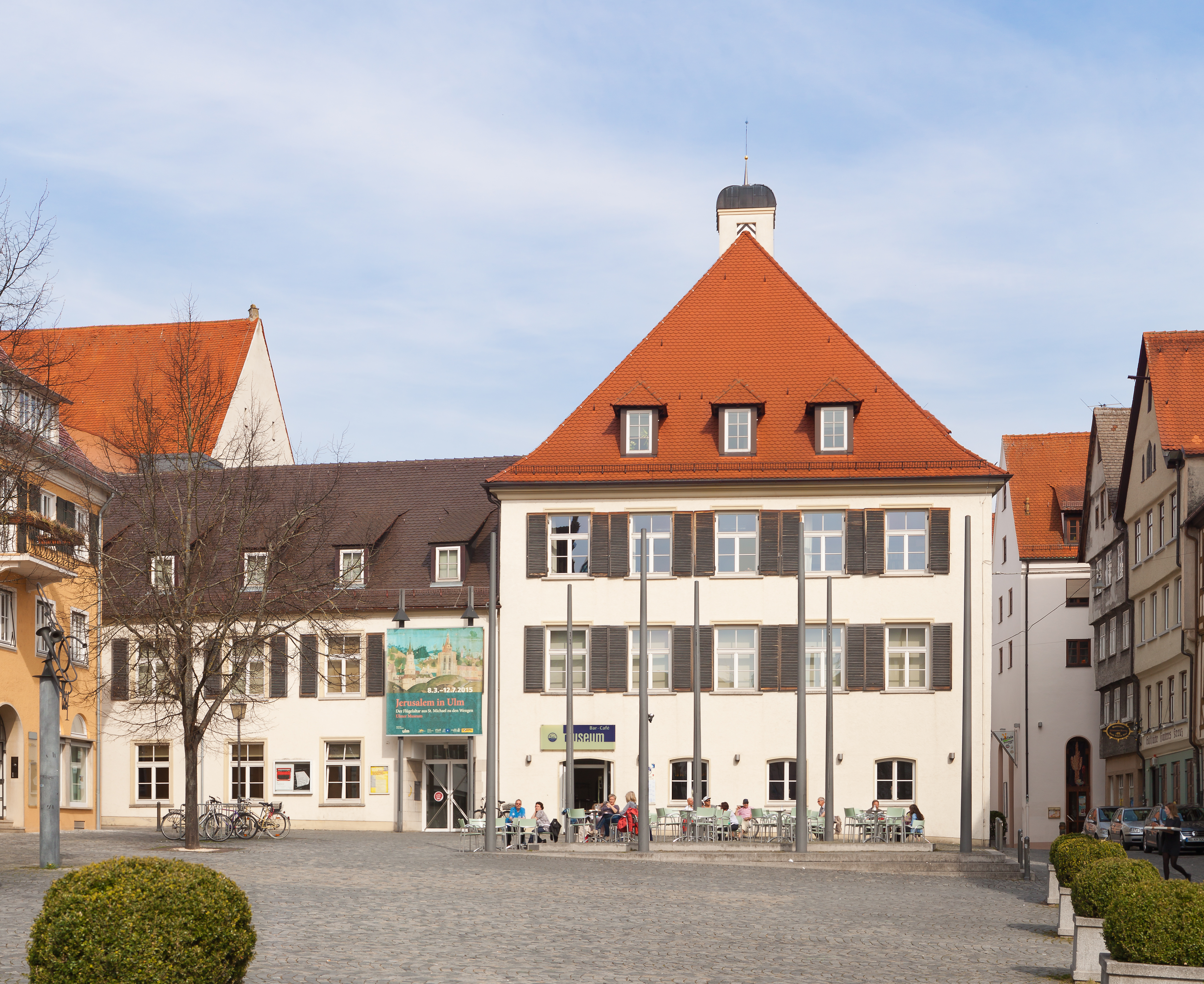
Das Ulmer Museum, wie es sich heute darstellt. Julius Baum war zwischen 1924 und 1933 sein Gründungsdirektor.

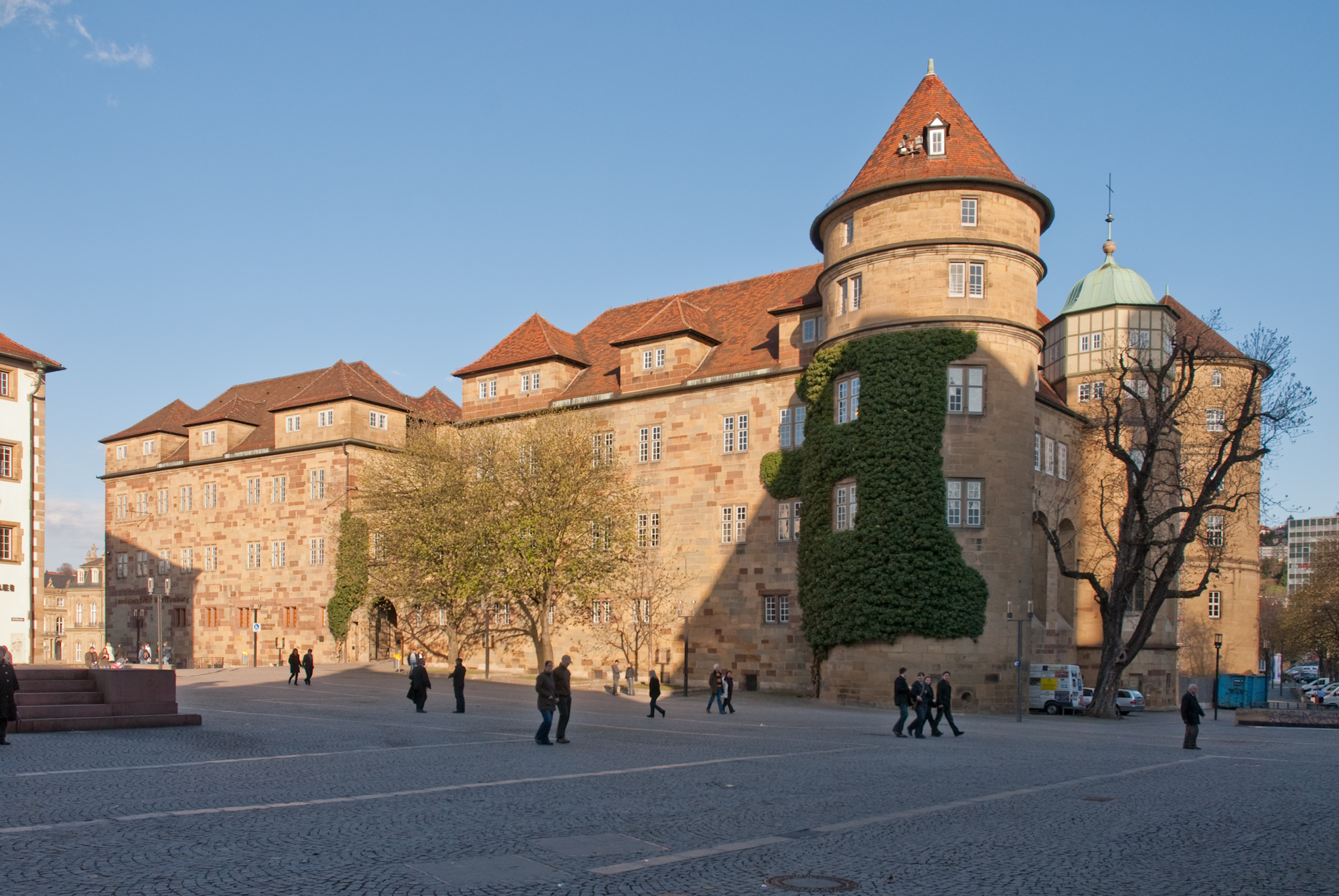
Das Landesmuseum Württemberg in Stuttgart, welches Julius Baum von 1947 bis 1952 als Direktor leitete. 1947 wurde das Museum allerdings noch Württembergisches Landesmuseum genannt.

Julius Baum war der Sohn von Hermann Baum (1850–1914), Teilhaber der Nassauischen Leinenindustrie Joseph Maier Baum, und der Pianistin Julia Anna, geb. Bloch (1859–1911). Er besuchte das Königliche Gymnasium zu Wiesbaden und legte im März 1900 die Reifeprüfung ab. Nach Studium der Kunstgeschichte an den Universitäten München, Berlin und Tübingen war er von 1908 bis 1922 Assistent und Konservator am Württembergischen Landesmuseum in Stuttgart, welches sich damals „Staatssammlung für vaterländische Kunst- und Altertumsdenkmale“ nannte. Die Promotion erfolgte 1905 an der Tübinger Universität bei Konrad von Lange. Die Dissertation trug den Titel „Die Kirchen des Baumeisters Heinrich Schickhardt“. Die Habilitation erfolgte 1912 in Stuttgart bei Heinrich Weizsäcker.
Ab 1911 war er Dozent an der Kunstakademie Stuttgart. Er nahm als Kriegsfreiwilliger von 1914 bis 1918 am Ersten Weltkrieg teil. Von 1918 bis 1933 lehrte er als a.o. Professor für mittelalterliche Kunstgeschichte an der Technischen Hochschule Stuttgart. Nachdem er schon 1911 ein Werk zur Ulmer Kunst publiziert hatte, wurde er 1923 nach Ulm berufen. Bis zu seiner politisch erzwungenen Versetzung in den vorzeitigen Ruhestand 1933 war er dort Direktor des Ulmer Museums.
Am 18. März 1933 wurde Baum mit sofortiger Wirkung beurlaubt. Die endgültige Kündigung erhielt er Ende Mai 1933. Nach der Reichspogromnacht 1938 war Baum vorübergehend im Schutzhaftlager Welzheim interniert und emigrierte 1939 nach Bern in die Schweiz.
Theodor Heuss, der damalige Kultusminister (damals Kultminister) in Württemberg-Baden, berief ihn bald nach Kriegsende zurück nach Stuttgart, so dass Baum bereits im Oktober 1946 wieder nach Deutschland heimkehrte. Julius Baum stand von 1947 bis 1952 als Direktor dem Württembergischen Landesmuseum vor.
Er starb am 27. Oktober 1959. Seine letzte Ruhestätte fand er im Familiengrab seiner Gattin in Esslingen am Neckar.
Die Bibliothek (2.000 Bücher) und Fotothek (80.000 Abbildungen) verkaufte 1960 seine Witwe Emma Baum an die Johannes Gutenberg-Universität in Mainz. Hierzu gehörte auch ein Briefnachlass, der im Universitätsarchiv aufbewahrt wird.

## Ehrung
- 1952 erhielt er das Verdienstkreuz (Steckkreuz) der Bundesrepublik Deutschland. Im selben Jahr erschien ihm zu Ehren die Festschrift Neue Beiträge zur Archäologie und Kunstgeschichte Schwabens.[10]